# Liste der Monuments historiques in Saint-Michel-de-Castelnau
Die Liste der Monuments historiques in Saint-Michel-de-Castelnau führt die Monuments historiques in der französischen Gemeinde Saint-Michel-de-Castelnau auf.

## Liste der Objekte
| Bezeichnung                                        | Beschreibung    | Standort                       | Kennzeichnung | Schutzstatus | Datum | Bild |
| -------------------------------------------------- | --------------- | ------------------------------ | ------------- | ------------ | ----- | ---- |
| Ölgemälde Der Erzengel Michael besiegt den Drachen | 18. Jahrhundert | in der Kirche St-Michel (Lage) | PM33001983    | Inscrit      | 2003  |      |